# 胡僖
胡僖（1522年—？），字伯安，號公泉，浙江金華府蘭谿縣人，民籍，明朝政治人物。

## 生平
浙江鄉試第三十一名舉人。嘉靖三十八年（1559年）中式己未科會試第一百三十名，二甲第五十九名進士。授刑部主事，进仪制司郎中。隆慶六年（1572年）九月升湖广督粮右参议，萬曆三年（1575年）三月以督粮过淮愆期，被巡按直隶御史王光国弹劾，降一级。後历升雲南佥事，九年四月升本省右参议，十年十一月升云南副使，后以忤权要，拂衣归里。

## 家族
曾祖胡宗愷；祖父胡益；父胡富，母鄭氏。具庆下。兄胡仁、胡傑、胡傳。弟胡佩，子胡應麟。